# イキリル・ドイニン
イキリル・ドイニン（コモロ語: Ikililou Dhoinine、1962年8月14日 - ）は、コモロの政治家。2011年から2016年にかけて、モヘリ島の出身者では初めて大統領を務めた。

## 経歴
モヘリ島で生まれ育つ。ムヴニの国立大学で数学と自然科学を学んだ後、コナクリのアブデル・ナセル大学で薬学の博士号を取得した。1994年に卒業後は帰国して国立自治薬局で薬剤師として勤務した。
2006年から2011年までアフメド・アブドラ・モハメド・サンビ政権で副大統領を務め、2008年3月26日から3月31日まではアンジュアン島自治政府の大統領も務めていた。2009年には財務省で予算と女性の起業を監督していた。2010年の大統領選挙において第一回投票で28.19%を得票し、与党に属してサンビ大統領の後ろ盾を得ていたドイニンが首位に立った。その結果、モハメド・サイード・ファズルとアブドゥ・ジャビールとの三つ巴となった決選投票でも61.12%を獲得し、大統領に当選した。